# 343 Ostara
Ostara (asteroide 343) é um asteroide da cintura principal com um diâmetro de 19,1 quilómetros, a 1,8591173 UA. Possui uma excentricidade de 0,2294663 e um período orbital de 1 368,88 dias (3,75 anos).
Ostara tem uma velocidade orbital média de 19,17499074 km/s e uma inclinação de 3,27361º.
Esse asteroide foi descoberto em 15 de Novembro de 1892 por Max Wolf.
Foi nomeado em homenagem à deusa Eostre da mitologia anglo-saxã.